# Ernst Steinbach (Theologe)
Ernst Steinbach (* 19. Juni 1906 in Stuttgart; † 7. Juni 1984 in Tübingen) war ein deutscher evangelischer Theologe und Religionsphilosoph.

## Leben
Steinbach war Sohn eines Stuttgarter Fabrikanten. Er legte das Abitur am Karls-Gymnasium Stuttgart ab. Daraufhin studierte er Evangelische Theologie in Tübingen, Berlin und Göttingen; ein Studium der Rechtswissenschaft brach er nach einem Semester wieder ab. Sein Studium schloss er 1934 mit einer Promotion über Hermann Kutter zum Doktor der Theologie ab.
Von 1933 bis 1945 stand er als Pfarrer im Dienst der Evangelische Landeskirche in Württemberg. 1946 habilitierte er sich an der Eberhard Karls Universität Tübingen als Dozent für Religionsphilosophie und soziale Ethik. Zwei Jahre später wurde er dort zum außerordentlichen Professor ernannt. Von 1957 bis zur Emeritierung 1973 war er Ordinarius für Religionsphilosophie, Sozialethik und zugleich Direktor des von ihm ins Leben gerufenen Universitäts-Instituts für Christliche Gesellschaftslehre in Tübingen. Am 20. Juli 1968 hielt er eine Gedenkrede bei der Eröffnung der Gedenkstätte Deutscher Widerstand, die zugleich die Gedenkfeier des 24. Jahrestags des Attentats vom 20. Juli 1944 war.
Am 22. Juni 1955 wurde Steinbach mit 71 von 86 Stimmen vom Landtag von Baden-Württemberg zum stellvertretenden Richter in der Gruppe „ohne Befähigung zum Richteramt“ am Staatsgerichtshof für das Land Baden-Württemberg gewählt. In diesem Amt wurde er 1961, 1970 und 1979 vom Landtag wiedergewählt. Er amtierte bis zu seinem Tod im Juni 1984. Zu seinem Nachfolger wurde Eberhard Jüngel gewählt.

## Ehrenamt
Steinbach war Präsident des Bundeskuratoriums des Jugendsozialwerks, das auf seine Initiative zurückging. Zudem leitete er den Stiftungsrat der Urspringschule, vertrat das Land Baden-Württemberg bei der Filmbewertungsstelle Wiesbaden und war Gründungspräsident des Internationalen Bunds. Steinbach war Mitbegründer des Büros für Heimatdienst (heute: Landeszentrale für politische Bildung Baden-Württemberg) in Stuttgart und Tübingen war dessen erster Leiter.

## Ehrungen
- 1966: Großes Bundesverdienstkreuz

## Werke
- Der Faden der Schicksalsgottheiten. Mittweida 1931.
- Konkrete Christologie. Die Aufnahme des Natürlichen in die Christologie bei Hermann Kutter, mit einer systematischen Abhandlung „Communio sanctorum“. München: Christian Kaiser Verlag 1934.
- Die Auflösung des Protestantismus. München: Christian Kaiser Verlag 1936.
- Anweisung zum Leben. München: Piper Verlag 1941.
- Mythos und Geschichte. Tübingen: Mohr Siebeck Verlag 1951.
- Die Welt muss im Menschen heil werden: Von der Bewährung des christlichen Glaubens vor der sozialen Wirklichkeit. Stuttgart: Seewald 1957.